# Banque de prêts à l'industrie
La Banque de Prêts à l'industrie était une banque français du XIXe siècle.

## Histoire
Créée en 1877 avec un capital d'un million de francs, la banque augmente rapidement celui-ci pour le porter à 20 millions de francs. Son activité consiste en grande partie à transformer des entreprises en société anonyme pour attirer l'épargne publique. Un journal financier Le Conseiller aide alors à placer les titres dans le public.
En 1884, le président du conseil d'administration de la Banque de Prêts à l'industrie est le sénateur de la Creuse Émile Jacques-Palotte, investi dans la Compagnie française du télégraphe de Paris à New-York et propriétaire de la société anonyme éditant le journal Le Bulletin financier , qui était parvenu à un tirage de 20 000 exemplaires.
L'extension des affaires de la Banque de Prêts à l'Industrie fut facilitée par l'appui donné par Charles Lalou, un aventurier de la finance de grande envergure, propriétaire du journal La France.